# Jökulsárlón

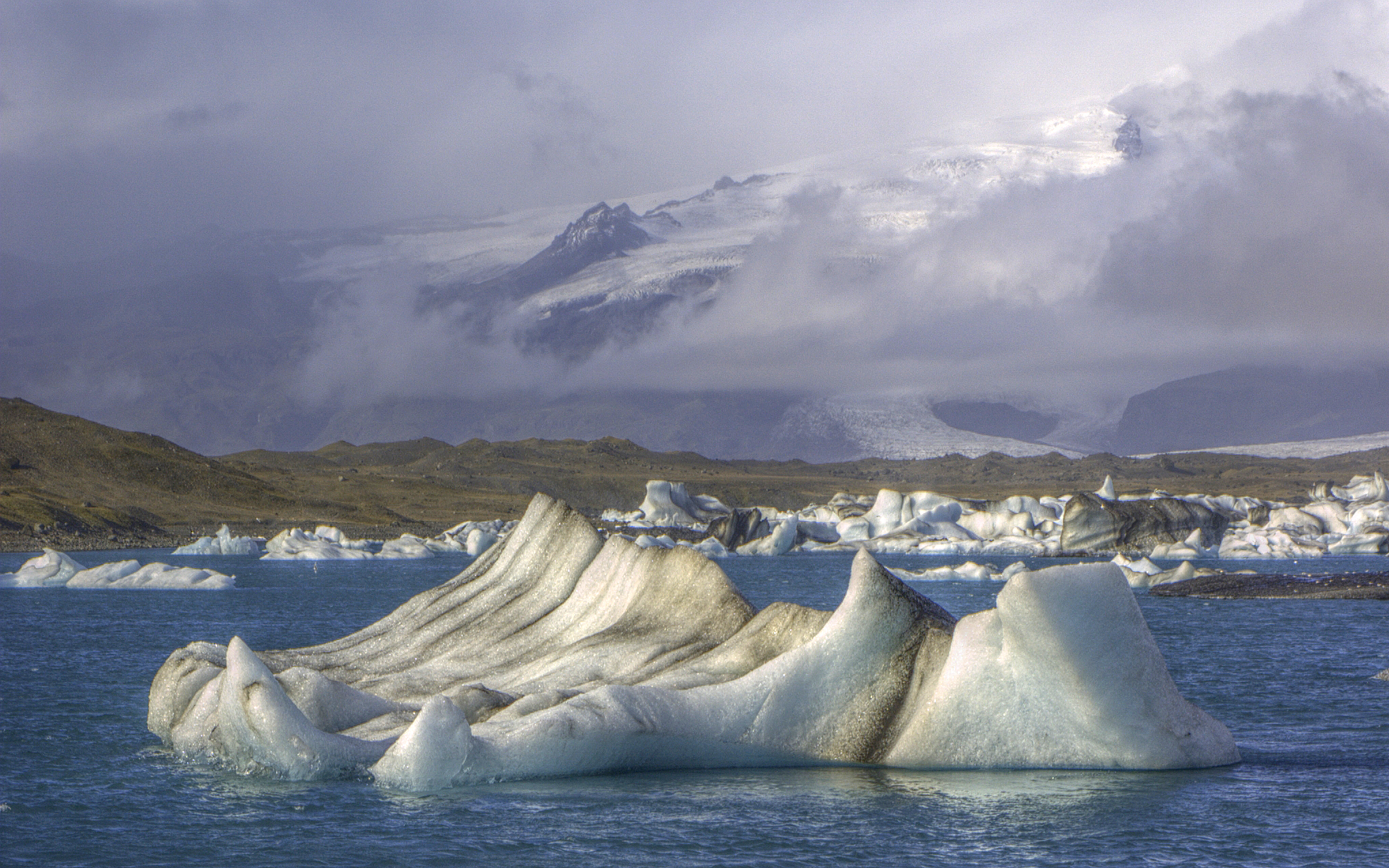
Jökulsárlón

Jökulsárlón (que en islandès significa "llacuna de riu glacial") és un gran llac glacial situat al sud-est d'Islàndia, en el límits del Parc Nacional Vatnajökull. Està a la capçalera de Breiðamerkurjökull, es va convertir en una llacuna després del retrocés de la glacera. Actualment aquest llac es troba a 1,5 km de l'oceà Atlàntic i ocupa una superfície de 18 km². Recentment ha esdevingut el llac més profund d'Islàndia amb una fondària màxima de 248 m. i cubica 3000 hm3 d'aigua. La mida d'aquest llac s'ha quadruplicat des de la dècada de 1970. Es considera que és una de les meravelles naturals d'Islàndia.
Jökulsárlón ha estat un lloc de rodatge de 4 pel·lícules de Hollywood -- A View to a Kill, Die Another Day, Tomb Raider i Batman Begins -- a més de sèries de televisió com Amazing Race. Un segell de correus mostrant Jökulsárlón es va emetre el 1991 amb un valor facial de 26 krónur.